# Jocou
Le Jocou, ou montagne de Jocou, est un sommet à la limite des départements français de l'Isère et de la Drôme s'élevant à 2 051 mètres d'altitude dans le massif du Diois, dans les Alpes.

## Toponymie
Son ancienne dénomination était le Jocon. Sa nouvelle dénomination, Jocou, a été retenue à l’initiative du maire de Lalley, Gilbert Pelloux, au moment de la création de la station de ski[réf. nécessaire].

## Géographie

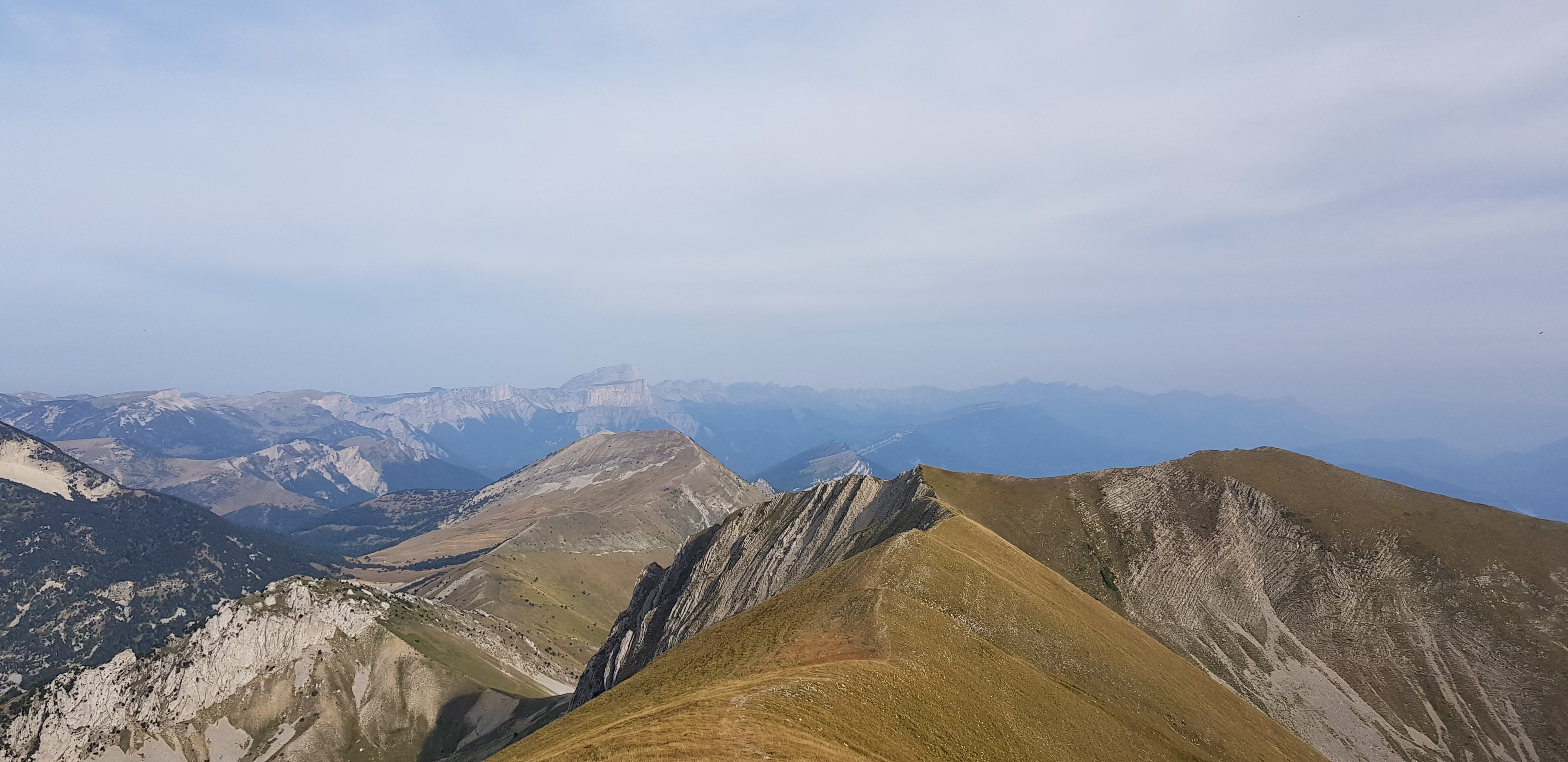
Vue vers le nord, dont le mont Aiguille.

Le Jocou est situé dans le Sud-Est de la France, dans la région Auvergne-Rhône-Alpes et à la limite des départements de l'Isère et de la Drôme. Son sommet se trouve à la jonction des communes de Lalley, Glandage et Lus-la-Croix-Haute. Il domine le Haut-Diois, à l'ouest, dont il est le plus haut sommet, le Trièves au nord-est et le pays du Buëch au sud-est, ces deux derniers étant séparés par le col de la Croix-Haute. Le couloir naturel qu'il forme, avec le Rognon, face à lui, de part et d'autre du col de la Croix-Haute, crée un effet Venturi, qui en fait un lieu très venté, ainsi qu'en témoigne la dénomination du col situé sur son arête méridionale (col de Ventecul). Sa crête méridionale se prolonge jusqu'au col de Grimone. Die se trouve à 20 kilomètres à l'ouest, Gap à 40 kilomètres au sud-est et Grenoble à 50 kilomètres au nord.
Il fait partie du massif préalpin du Diois, à son extrémité nord-est, et constitue son point culminant.

## Histoire

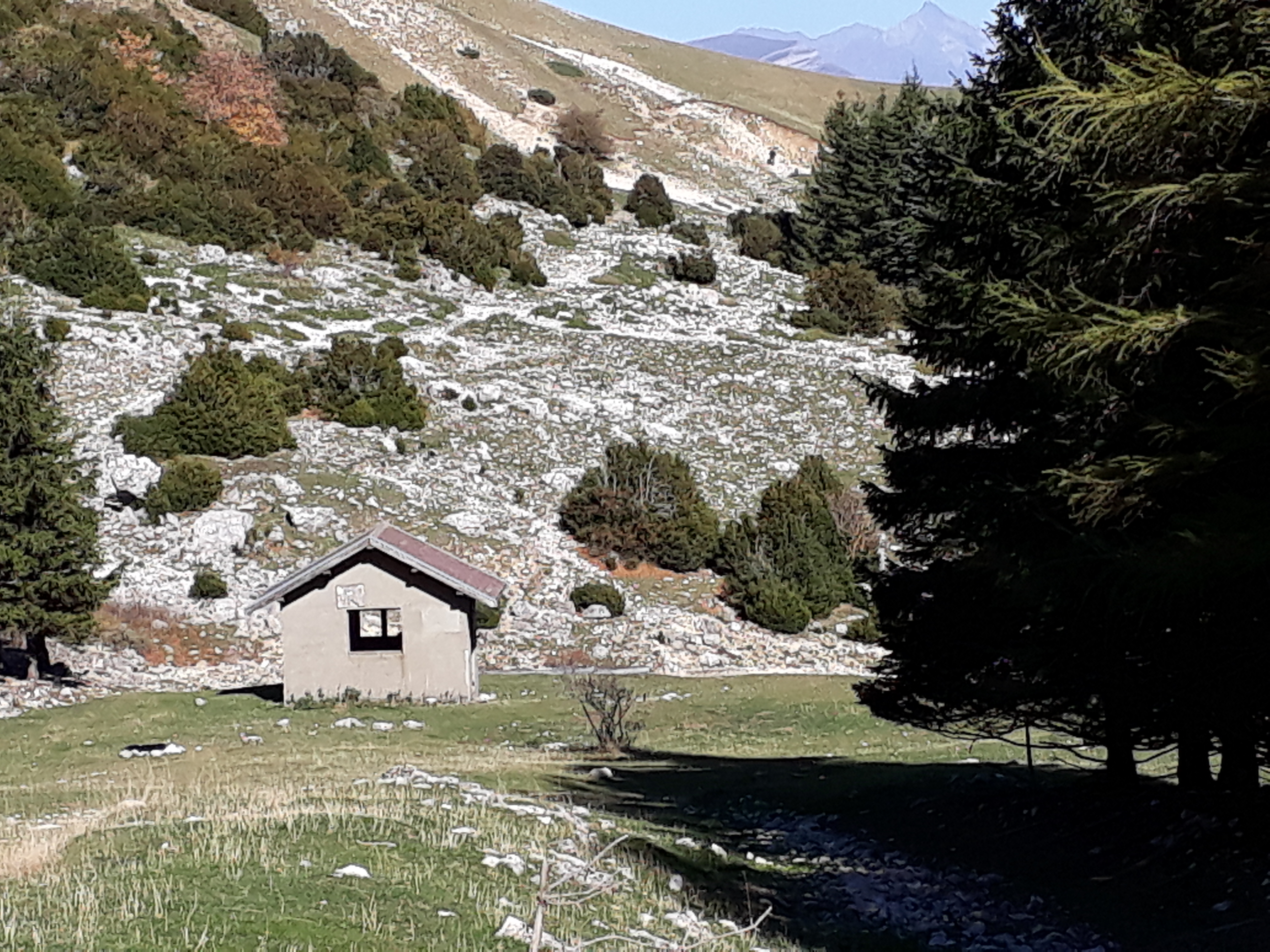
La cabane de l'ancien téléski menant au col du Salut.

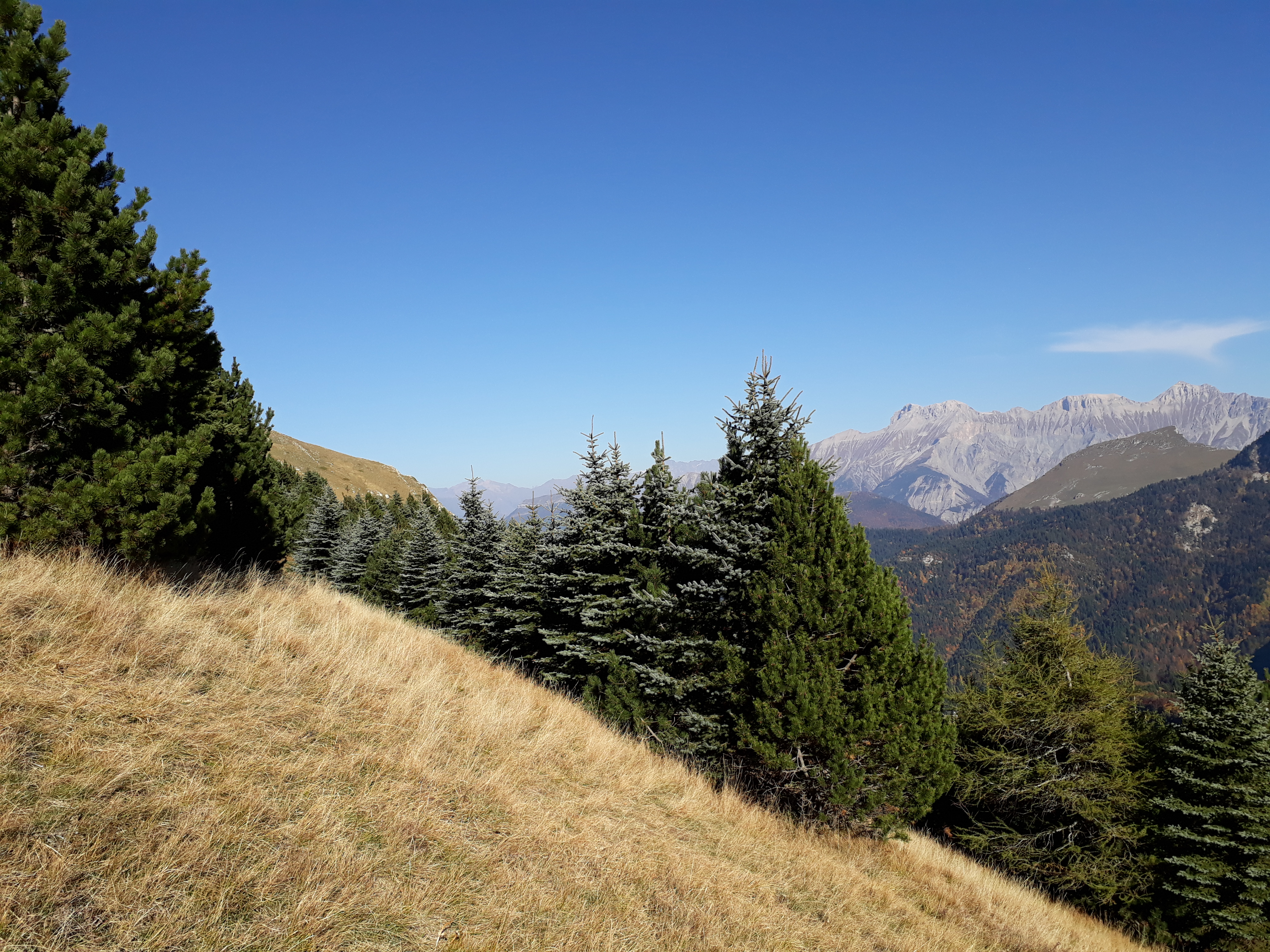
Plantation anti-avalanche sur la tête de l'Archat.

Au milieu des années 1970, la commune de Lalley construisit à l'altitude de 1 364 m une station de ski comportant trois téléskis et une salle hors sac, dotée en rez-de-chaussée d'un magasin de location de matériel. Le principal téléski montait vers le sud jusqu'au col du Salut, situé à 1 637 m, et offrait deux pistes exposées au nord. Des plantations de pins, sapins et épicéas furent mises en place à cette occasion pour préserver la station des avalanches sur le versant sud-est de la crête de l'Archat (au-dessus des bâtiments) et sur le versant nord-est du Jocou (au-dessus des pistes). Elle fut fermée au début des années 1980 du fait d'une fréquentation insuffisante, notamment liée à un enneigement irrégulier. Les téléskis furent démontés en deux temps, le dernier pylône restant visible, au col du Salut, jusqu'au début du XXIe siècle. Seuls vestiges aujourd'hui : la cabine en béton au pied du téléski, les assises de plusieurs pylônes et les restes des plantations.

## Randonnée pédestre
L'ascension peut s'effectuer par les alpages, en partant de l'ancienne station de ski, située à 1 364 m, et en rejoignant après un peu moins de 700 m de dénivelé, la crête de l'Archat qui mène au sommet du Jocou. Cette randonnée demande une bonne condition physique (pente plutôt forte) mais il ne s'agit que de pâturages. Le passage de la crête de l'Archat est toutefois relativement aérien. Le sommet offre une magnifique vue panoramique sur le Trièves, le massif du Vercors, les parois ouest du massif du Dévoluy, ainsi que sur le département de la Drôme. Par temps clair, on voit, plein sud, le mont Ventoux. Il faut compter deux à trois heures de marche pour la montée à partir de la station et une à deux heures pour la descente.
Depuis le col de Grimone, partir du virage de la route à l'altitude 1 294 m, au pied du vallon de la Pouyat. De là rejoindre vers le nord-nord-est le col de Vente-Cul, puis le col Pigeon et de là suivre la crête qui mène, plein nord, vers le sommet.
Les Perrats (Pelats) sont une excursion plus facile mais qui ne mène pas au Jocou. Sans dénivelé, elle offre à l'arrivée une vue panoramique sur le Trièves. En partant de la station, en direction du Nord, on arrive sur le point culminant juste au-dessus de Lalley.

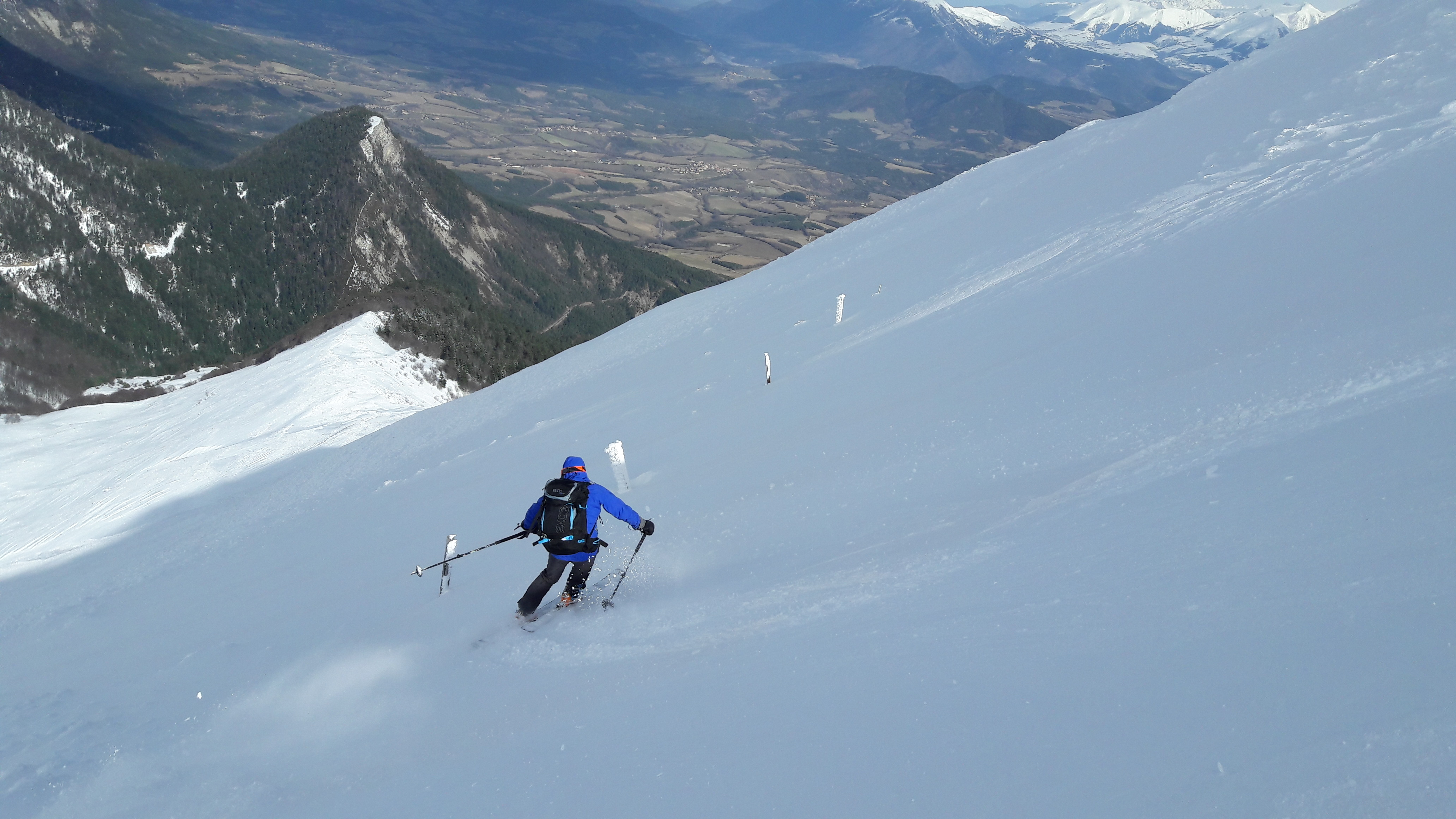
Descente à ski de la face nord du Jocou depuis la crête de l'Archat vers le vallon du ruisseau du Col de Seysse.

Plusieurs randonnées à ski sont possibles. Par exemple, montée au Jocou par le col de Grimone ou depuis la bergerie, puis descente dans le vallon du Jocou ou, depuis la crête de l'Archat, vers le vallon du ruisseau du Col de Seysse.

## Littérature
Le Jocou est cité et joue un rôle dans le roman de Jean Giono, Un roi sans divertissement, où il est dénommé « Le Jocond ». L'agresseur d'un villageois s'enfuit en laissant une piste ensanglantée que suit son poursuivant : « La piste menait en plein bois noir et là, elle abordait franchement les flancs du Jocond, à pic presque, et se perdait dans les nuages ». Giono le cite à nouveau dans L'Iris de Suse : « Les pâturages du Jocond s'étalaient sur les plus hauts gradins de la montagne. C'étaient de vastes solitudes. » Jean Arrouye voit d'ailleurs une signification particulière à cette dénomination de Jocond et écrit : « Selon la même loi de signifiance toponymique, le mont Jocond est le mont de la Joconditas, de la joie, du bonheur de vivre retrouvé, l'équivalent gionien du mont Analogue de René Daumal. »